# 5-й истребительный авиационный полк
5-й истребительный авиационный полк (5-й иап) — воинская часть Военно-воздушных сил (ВВС) Вооружённых Сил РККА, принимавшая участие в боевых действиях Советско-японской войны.

## Наименования полка
За весь период своего существования полк своё наименование не менял:
- 5-й истребительный авиационный полк;
- Полевая почта 65211.

| И-15 бис | Як-7 | И-16 |

## Создание полка
5-й истребительный авиационный полк сформирован 07 сентября 1938 года в ВВС Сибирского военного округа на аэродроме ст. Обь на основе 4-го легкого штурмового авиационного полка 31 мая 1939 года полк передан в состав ВВС 1-й Особой Краснознаменной армии со сроком передислокации до 15 июня 1939 года без матчасти.

## Расформирование полка
5-й истребительный авиационный полк был расформирован в период с 1 апреля по 5 мая 1947 года в составе 190-й истребительной авиационной дивизии 9-й воздушной армии Приморского военного округа на аэродроме Камень-Рыболов.

## В действующей армии
В составе действующей армии:
- с 9 августа 1945 года по 3 сентября 1945 года

## Командиры полка
- полковник Лисин Василий Тимофеевич, 1938 г.
- капитан Худокормов Николай Георгиевич  09.1941 - 03.1942.
- капитан Исаков Николай Васильевич 03.1942 - 12.1942.
- майор, подполковник Манасеев Дмитрий Иванович[4], 02.12.1942 — 31.12.1945 г.

## В составе соединений и объединений
| Период        | Фронт (округ)                    | армия               | дивизия                                  | примечание |
| ------------- | -------------------------------- | ------------------- | ---------------------------------------- | --- |
| 07.09.1938 г. | Сибирский военный округ          | ВВС округа          |                                          | |
| 31.05.1939 г. | 1-я Особая Краснознаменная армия | ВВС армии           |                                          | |
| 24.06.1939 г. | 1-я Особая Краснознаменная армия | ВВС армии           | 72-я истребительная авиационная бригада  | 1 и 2 АЭ на И-15 бис, 3 и 4 АЭ на И-16                                                                         |
| 09.1940 г.    | Дальневосточный фронт            | ВВС фронта          | 33-я смешанная авиационная дивизия       | И-15 бис, И-16                                                                                                 |
| 09.1941 г.    | Дальневосточный фронт            | 25-я армия          | ВВС 25-й армии                           | И-15 бис, И-16                                                                                                 |
| 01.08.1942 г. | Дальневосточный фронт            | ВВС фронта          | 249-я истребительная авиационная дивизия | И-15 бис, И-16                                                                                                 |
| 15.08.1942 г. | Дальневосточный фронт            | 9-я воздушная армия | 249-я истребительная авиационная дивизия | И-15 бис, И-16                                                                                                 |
| 28.11.1942 г. | Дальневосточный фронт            | 9-я воздушная армия | 249-я истребительная авиационная дивизия | лётный состав (32 человека) с командиром полка убыли в 15-й истребительный авиационный полк 278-й иад 3-го иак |
| 30.04.1944 г. | Дальневосточный фронт            | 9-я воздушная армия | 249-я истребительная авиационная дивизия | Як-7 б |
| 15.08.1944 г. | Дальневосточный фронт            | 9-я воздушная армия | 249-я истребительная авиационная дивизия | переформирован по новому штату, Як-7 б                                                                         |
| 01.05.1945 г. | Дальневосточный фронт            | 9-я воздушная армия | 249-я истребительная авиационная дивизия | Як-3 |
| 09.08.1945 г. | 1-й Дальневосточный фронт        | 9-я воздушная армия | 249-я истребительная авиационная дивизия | Як-3 |
| 12.11.1945 г. | Приморский военный округ         | 9-я воздушная армия | 245-я истребительная авиационная дивизия | Як-3 |
| 22.05.1946 г. | Приморский военный округ         | 9-я воздушная армия | 190-я истребительная авиационная дивизия | Як-3 |
| 07.05.1947 г. | Приморский военный округ         | 9-я воздушная армия | 190-я истребительная авиационная дивизия | расформирован                                                                                                  |

## Участие в операциях и битвах
- Маньчжурская операция - с 9 августа 1945 года по 2 сентября 1945 года.
- Харбино-Гиринская наступательная операция - с 9 августа 1945 года по 2 сентября 1945 года.

## Статистика боевых действий
Всего за годы Советско-японской войны полком:
| Выполнено боевых вылетов | Воздушных боёв | Сбито самолетов в воздухе |
| ------------------------ | -------------- | ------------------------- |
| 102                      | не было        | 0                         |

Уничтожено при штурмовках наземных целей:
| автомашин, всего | паровозов, всего | вагонов, всего | подавлено батарей ЗА |
| ---------------- | ---------------- | -------------- | -------------------- |
| 4                | 4                | до 10          | 1                    |

## Примечания

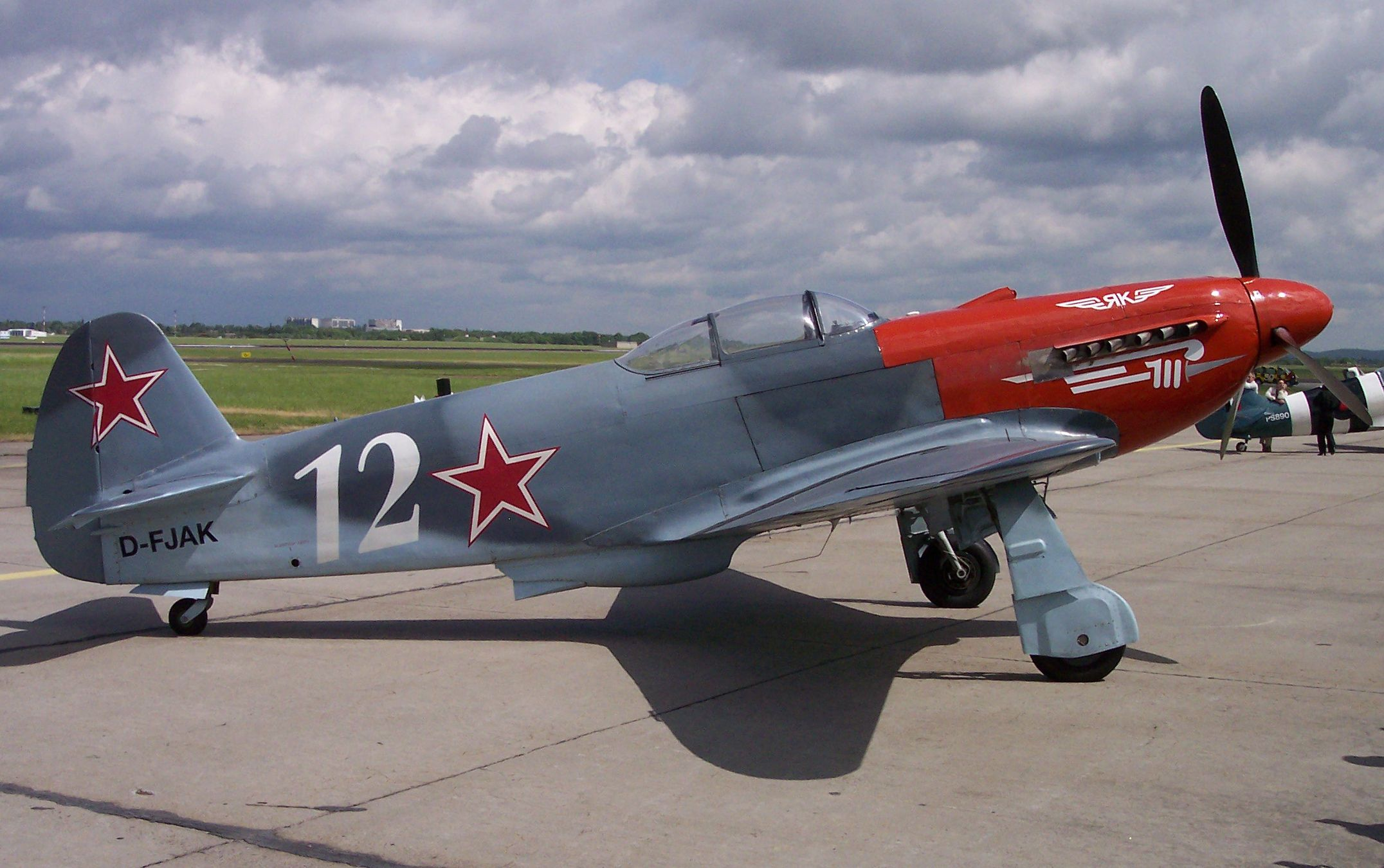
Истребитель Як-3

## Базирование
| Период            | Аэродромы                       |
| ----------------- | ------------------------------- |
| 09.1945 - 12.1945 | Кневичи, Приморский край        |
| 12.1945 - 04.1947 | Камень-Рыболов, Приморский край |

## Самолёты на вооружении
| Период      | Самолеты |
| ----------- | -------- |
| 1939 — 1944 | И-16     |
| 1938 — 1944 | И-15 бис |
| 1944 — 1945 | Як-7б    |
| 1945 — 1947 | Як-3     |